# Třída Mackensen
Třída Mackensen byla třídou bitevních křižníků německého císařského námořnictva z doby první světové války. Skládala se z jednotek Mackensen, Graf Spee, Prinz Eitel Friedrich a Fürst Bismarck. Ani jedna z objednaných lodí však nebyla dokončena.
Hlavní výzbroj tvořilo osm 350mm kanónů ve čtyřech dvoudělových věžích, umístěných v ose lodi. Délka hlavně měla být 45 ráží. Sekundární výzbroj tvořilo čtrnáct 150mm kanónů v jednodělových kasematech na bocích trupu. Délka hlavně byla 45 ráží. Na horní palubě bylo osm 88mm kanónů v jednohlavňových věžích. Dále měly lodi nést pět torpédometů (jeden v přídi a po dvou na každém boku).
Lodě byly poměrně dobře pancéřovány. Boční pancíř měl na nejexponovanějších místech sílu až 300 mm. Horní paluba měla sílu 25–40 mm a pod ní byla pancéřová paluba o síle 30–80 mm. Všechny lodě měly protitorpédovou obšívku. Velitelský můstek měl pancéřování o síle 200–350 mm. Čela věží měla sílu 320 mm, boky 200 mm, strop až 180 mm a barbety 290 mm. Kasematy děl sekundární ráže měly pancíř o síle 150 mm.
Stavba všech čtyř lodí začala v roce 1915, ovšem již jen dvě byly za války spuštěny na vodu (Prinz Eitel Friedrich byl spuštěn na vodu jen proto, aby byl odtažen na místo rozebrání). Dokončena nebyla žádná. Mackensen a Graf Spee byly koncem války ve vysokém stupni rozestavěnosti, dokončeny ale již být nemohly, protože Německu bylo povoleno vlastnění pouze šesti zastaralých predreadnoughtů. V letech 1920–1922 byly trupy všech čtyř rozestavěných lodí sešrotovány.
Podle upraveného projektu, lišícího se zejména použitím věží s 380mm děly, byla objednána stavba další trojice bitevních křižníků, označovaná jako třída Ersatz Yorck. Během války došlo pouze k položení kýlu první z jednotek.

## Jednotlivé lodě třídy
Jednotky třídy Mackensen:
| Jméno                 | Loděnice                                       | Založení kýlu      | Spuštěna       | Doba zbývající do dokončení | Osud                   |
| --------------------- | ---------------------------------------------- | ------------------ | -------------- | --------------------------- | ---------------------- |
| Mackensen             | Blohm & Voss, Hamburk                          | 30. ledna 1915     | 21. dubna 1917 | 12 měsíců                   | sešrotován v roce 1922 |
| Graf Spee             | Schichau-Werke, Gdaňsk                         | 30. listopadu 1915 | 15. září 1917  | 12 měsíců                   | sešrotován v roce 1922 |
| Prinz Eitel Friedrich | Blohm & Voss, Hamburk                          | 1. května 1915     | 13. února 1920 | 21 měsíců                   | sešrotován 1920–1922   |
| Fürst Bismarck        | Kaiserliche Werft Wilhelmshaven, Wilhelmshaven | 3. listopadu 1915  | –              | 26 měsíců                   | sešrotován v roce 1922 |